# Frydrychowice
Frydrychowice – wieś w Polsce położona w województwie małopolskim, w powiecie wadowickim, w gminie Wieprz.

## Geografia
Położona 270 m n.p.m., na Pogórzu Śląskim, nad potokiem Frydrychówka należącym do zlewni Skawy, przy lokalnej szosie Wadowice – Wieprz (8 km od Wadowic).

### Części wsi
Integralne części wsi Frydrychowice: Granice, Janowszczyzna, Lendwok, Łęg, Michałowszczyzna, Ochoc, Pod Sośliną, Podlas, Przyśnica, Ruseczyzna, Szafrańszczyzna, Szwarcowizna, Wielki Dwór, Zalas, Zarzecze.

## Nazwa
Miejscowość ma metrykę średniowieczną i istnieje co najmniej od XIV wieku. Wymieniona po raz pierwszy w 1325 w dokumencie zapisanym w języku łacińskim jako Wridirichowicz, 1327 Wriderichowicz, 1328 villa Wriderici, 1339 Fredrichowicz, 1348 Fredricovicz, 1350 Fredorichowicz, 1364 Fridrichow, 1404 Fridrichowicze, 1406 Fridrichowicz, 1410 Frydrychowicze, 1419 Friczdorf, 1442 Frydrychow, 1470-80 Fredrichowycze, 1490 Frydrichowicze, 1503 Fridrichow .
Nazwa ma charakter patronimiczny i pochodzi od imienia Friedrich (polskie Fryderyk) lub Frydrych (łac. Friderici villa).

## Historia
Wieś założona została prawdopodobnie na przełomie XIII i XIV wieku, w fali osadnictwa na prawie niemieckim na terenie księstwa oświęcimskiego. Dość szybko stała się siedzibą jednowioskowej parafii w dekanacie Zator wymienianej od 1326, kiedy jej plebanem był niejaki Mikołaj (Nicolaus plebanus ecclesiae Wridirichowicz). Zasadźcą wsi mógł być Niemiec imieniem Friedrich (Fryderyk), lecz stosowana najczęściej w zapisach średniowiecznych typowo polska patronimiczna końcówka (-(ow)ice), sugeruje raczej, że jej pierwsi mieszkańcy byli (w większości) polskiego pochodzenia.
Od 1364 r. do początku XVII w. Frydrychowice były własnością szlachecką rodu rycerskiego pochodzenia ruskiego, herbu Kornicz, który około XV w. przybrał nazwisko Frydrychowskich. Właścicielami wsi w drugiej poł. XIV w. oraz w pierwszej poł. XV w. byli kolejno: Niczko Rusin (Ruthenus) (1364), Mieszko z Frydrychowic (1380), Pieszyk z Frydrychowic (1388), Miczek z Frydrychowic (1395), Piechna – żona Przecława z Frydrychowic (1402), Michał Rusin z Frydrychowic (1404–1413), Janusz Rusin z Frydrychowic (1406), Piotr Falkenberg z Frydrychowic (1419), Stanisław z Frydrychowic – starosta oświęcimski (1440–1441), Aleksander z Frydrychowic (1452), Aleksander Frydrychowski z Frydrychowic i Przybradzy (1470–1480), Michał Frydrychowski (1480), Mikołaj Frydrychowski (1482). W 1581 r. właścicielami byli: Michał, Krzysztof, Stanisław, Piotr i Aleksy Frydrychowscy .
W XVII w. Frydrychowice stanowiły własność następujących rodów: Worszyckich, Trembeckich, Brodeckich oraz Kossów. W następnym stuleciu wieś była współwłasnością kilkunastu rodzin szlacheckich. Tym samym majątek uległ rozdrobnieniu, w wyniku czego Frydrychowice stały się typową wsią cząstkową, która zarządzali m.in. Drohojowscy herbu Kornicz, Hebdowie herbu Stary Koń, Jaklińscy herbu Ostoja, Nimirscy herbu Gozdawa, Jezierscy herbu Prus, Siedleccy herbu Grzymała, Sternalscy, Lekszczyńscy herbu Warmia, Białobrzescy herbu Abdank, Aleksandrowscy herbu Topór.
Około 1857 r. właścicielami tabularnymi wsi byli Paweł Kozioł i Ludwika Pleszowska, a następnie Władysława Sławińska (1857), Tekla Modelska (1860), Michał Adwentowicz (1864). Około 1880 r. we Frydrychowicach znajdowały się trzy folwarki: Michałowszczyzna, Wolszczyzna, Szwarcowizna. Do 1939 r. wymienione są trzy dwory: Konrada Kozioła (150 mórg), Antoniego Szczerbowskiego (250 mórg), Czesława Łuszczkiewicza (200 mórg) – Folwark Wielki należał do rodziny Łuszczkiewiczów.
W 1897 r. z inicjatywy m. Magdaleny Szewczyk CMBB założono Dom Zakonny sióstr serafitek. Obok wzniesiono budynek przytułku dla ludzi osamotnionych oraz ochronki dla dzieci. Zakłady te rozpoczęły działalność pod wezwaniem św. Józefa w 1901 r.
W latach 1954–1972 wieś należała i była siedzibą władz gromady Frydrychowice. W latach 1975–1998 miejscowość administracyjnie należała do województwa bielskiego.

## Ludzie związani z miejscowością
- prof. gimn. Wincenty Stroka (1837–1928), poeta, publicysta, poliglota i pedagog,
- Karol Pustelnik (1918–2010), artysta malarz, członek Grupy Krakowskiej II.
- o. prof. Benignus Józef Wanat OCD (1934–2013), karmelita bosy, historyk zgromadzenia oraz historyk sztuki.

Miejscem śmierci:
- dr Marek Łuszczkiewicz (1873–1932), działacz polityczny, poseł do parlamentu w Wiedniu.

## Herb
W przeszłości wieś dzieliła się na dworską i gromadzką. Każda z nich prowadziła oddzielną kancelarię i posługiwała się do celów urzędowych własną pieczęcią. Kancelaria gromadzka miała pieczęć okrągłą z godłem wyobrażającym koronę nad dwoma skrzyżowanymi gałązkami. W otoku widniał napis: „Wieś Frydrychowice Nr 20”. Godło jest diademem królewskim symbolizującym godność, honor, chwałę zaszczyty i promienie słoneczne. Pośrednio wiąże się z charakterem wsi będącej niegdyś szlachecką. Pieczęcie dworskie zanikły, z chwilą podporządkowania dworów władzom gminnym (1919 r.). Natomiast pieczęcie gromadzkie przetrwały do utworzenia gmin zbiorowych (1935 r.). Obowiązujący aktualnie herb sołectwa Frydrychowice nawiązuje do znaku napieczętnego z XIX w.

## Zabytki
Pierwsze wzmianki o miejscowym kościele pochodzą z lat 1325–1327. W 1440 r. wzmiankowany jest jako parafialny pod wezwaniem św. Michała Archanioła, co potwierdza Liber beneficiorum. W okresie reformacji stał się miejscem zgromadzeń zboru kalwińskiego. Został przywrócony Kościołowi katolickiemu i rekoncyliowany w 1615 r. Miejscowe bractwo różańcowe powstało w 1657 r. staraniem kanonika kościoła pw. Wszystkich Świętych w Krakowie, a jednocześnie miejscowego proboszcza, ks. Filipa Stanisława Kowalskiego. On również był założycielem w 1667 r. fundacji szkolnej we Frydrychowicach. Jej celem było wsparcie ubogich z fundatorem spokrewnionych uczniów w Krakowie, a z braku takowych – uczniów z Frydrychowic lub Przybradza. Fundusz działał przy parafii jeszcze w XIX w..
Jak pisał w połowie XIX w. Józef Łepkowski, „Budynek kościelny drewniany obszerny, bez szczególnego architektonicznego typu.(...) Wieża baniasta w stylu XVII wieku, wchód główny przez nią”. Dziś już nie zachowany – spłonął 8 września 1929 r.  Nowy wzniesiono w latach 1929–1931 w stylu neobarokowym, według planów śląskiego architekta Henryka Szołdry. Nosi wezwanie św. Archaniołów Michała Gabriela i Rafała.
Z zabytków zachowała się kapliczka przydrożna z 1874 r., a z dawnych 4 dworów pozostał jedynie zespół dworsko-parkowy tzw. „Wielkiego Dworu” (dziś w stanie daleko posuniętej ruiny) z zabudowaniami gospodarczymi i budynkiem dawnej szkoły z XIX w.